# Konstitutionelle Volkspartei
Die Konstitutionelle Volkspartei (立憲国民党, in zeitgenössischer Schrift 立憲國民黨; Rikken Kokumintō, kurz Kokumintō; englisch Constitutional Nationalist Party, auch Constitutional People's Party) war eine politische Partei im Japanischen Kaiserreich.

## Geschichte
Das Konstitutionelle Volkspartei wurde am 14. März 1910 durch die Fusion der Kensei Hontō mit einer Reihe kleinerer politischer Parteien und Gruppen innerhalb des Repräsentantenhauses, dem Unterhaus der japanischen Nationalversammlung, gegründet und von Inukai Tsuyoshi geführt. Die Partei setzte sich für die Schaffung einer Verfassung, ein allgemeines Männerwahlrecht für Erwachsene und die Erhöhung der Ausgaben für die Kaiserlich Japanische Marine ein. Vor allem bezog die Partei Stellung gegen die Macht und den Einfluss der Genrō und der Meiji-Oligarchie. Bei den Repräsentantenhauswahlen 1912 sicherte sich die neue Partei 95 Sitze und war damit die zweitgrößte Partei im Repräsentantenhaus nach der Rikken Seiyūkai, die das regierende zweite Kabinett Saionji stützte.
Im Januar 1913 verlor die Partei viele Mandate durch eine Abspaltung. Etwa die Hälfte der Abgeordneten schlossen sich der Rikken Dōshikai an, die von Katsura Tarō gegründet worden war. Bei der Parlamentswahl 1915 gelang es der Konstitutionellen Volkspartei nur 27 Sitze zu behalten. Zwar konnte die Partei sich bei den Parlamentswahlen 1917 auf 35 Sitze erholen, fiel aber bei den Parlamentswahlen 1920 auf nur 29 Sitze zurück.
Im September 1922 löste sich die Konstitutionelle Volkspartei auf. Viele ihrer ehemaligen Mitglieder bildeten den Kern des neuen Kakushin Club (革新倶楽部, „Reformisten Klub“, englisch Reformist Club), der ebenfalls von Inukai Tsuyoshi geleitet wurde.